# Pelecocera tricincta
Pelecocera tricincta là một loài ruồi trong họ Ruồi giả ong (Syrphidae). Loài này được Meigen mô tả khoa học đầu tiên năm 1822. Pelecocera tricincta phân bố ở vùng Cổ Bắc giới